# Lug (Bajina Bašta)
Pour les articles homonymes, voir Lug.
Lug (en serbe cyrillique : Луг) est une localité de Serbie située dans la municipalité de Bajina Bašta, district de Zlatibor. Au recensement de 2011, elle comptait 2 792 habitants.
Lug est officiellement classé parmi les villages de Serbie.

## Démographie

### Évolution historique de la population
| 1948 | 1953 | 1961  | 1971 | 1981 | 1991  | 2002  | 2011  |
| ---- | ---- | ----- | ---- | ---- | ----- | ----- | ----- |
| 501  | 636  | 1 011 | 583  | 913  | 1 711 | 2 555 | 2 792 |

|  |